# Школа, Иосиф Кириллович
Иосиф Кириллович Школа (22 апреля 1906, Лиховка, Екатеринославская губерния — 11 октября 1974, Октябрьское, Целиноградская область) — директор совхоза имени Ленина Шортандинского района, Герой Социалистического Труда (1957).

## Биография
Родился 22 апреля 1906 года в селе Лиховка Верхнеднепровского уезда Екатеринославской губернии (ныне Днепропетровская область, Украина).
С 1924 года работал грузчиком на Каменском металлургическом заводе.
С 1930 года по 1932 год служил в Красной армии.
В 1933 году выслан в Казахстан, где был назначен заместителем председателя колхоза «Червонное поле» Целиноградской области.
В 1938 году был назначен директором совхоза имени Ленина Целиноградской области, который возглавлял до 1961 года, когда его назначили заместителем директора совхоза «Андреевский».
В 1956 году совхоз имени Ленина, возглавляемый Иосифом Школой собрал богатый урожай. Указом Президиума Верховного Совета СССР от 11 января 1957 года за особо выдающиеся успехи, достигнутые в работе по освоению целинных и залежных земель, и получение высокого урожая удостоен звания Героя Социалистического Труда с вручением ордена Ленина и золотой медали «Серп и Молот».
Участвовал во Всесоюзной выставке ВДНХ.
В 1967 году вышел на пенсию.
Скончался 11 октября 1974 года. Похоронен на кладбище села Октябрьское Шортандинского района.

## Награды
- Орден Ленина (1957);
- Медаль «За доблестный труд в Великой Отечественной войне 1941—1945 гг.»;
- Медаль «За трудовую доблесть»;
- Золотая и серебряная медали ВДНХ.